# Bécsi Képzőművészeti Akadémia
A Bécsi Képzőművészeti Akadémia Ausztria fővárosának egyik állami oktatási intézménye, Európa egyik legrégebbi művészeti akadémiája.

## Története
A Képzőművészeti Akadémiát 1692-ben alapította magánkollégiumként Peter Strudel, a bírósági kamara festőművészének, a római Accademia di San Luca mintájára. 1725-ben Jacob van Schuppen a császári udvari festőakadémiát egyesítette az építészettel. 1754-től 1757-ig Paul Troger volt az akadémia főigazgatója. 1772-ben az összes korábbi bécsi művészeti akadémiát összevonták benne, s az akadémia akkor kapta meg a főiskolai és 1998-ban az egyetemi státuszt, de megtartotta korábbi nevét.

## Hallgatói és oktatói
- Rudolf von Alt (1812–1905)
- Friedrich von Amerling (1803–1887)
- Peter Behrens (építész) (1868–1940)
- Naomi Devil (1987- )[1]
- Thomas Ender (1793–1875)
- Eduard von Engerth (1818–1897)
- Anselm Feuerbach (1829–1880)
- Ernst Fuchs (1930–2015)
- Heinrich Füger (1751–1818)
- Carl Geyling (1814–1880)
- Friedensreich Hundertwasser (1928–2000)
- August Kirstein (1856–1939)
- Leopold Kupelwieser (1796–1862)
- Franz Xaver Lössl (1801–1885)
- Franz Anton Maulbertsch (1724–1796)
- Jan Matejko (1838–1893)
- Franz Xaver Messerschmidt (1736–1783)
- Martin van Meytens (1695–1770)
- Munkácsy Mihály (1844–1900)
- Carl Rahl (1812–1865)
- Egon Schiele (1890–1918)
- Friedrich von Schmidt (1825–1891)
- Paul Troger (1698–1762)
- Otto Wagner (1841–1918)
- Ferdinand Georg Waldmüller (1793–1865)

### Nevezetes elutasított
- Adolf Hitler 1907-ben és 1908-ban is felvételizett és bár az első vizsgán túljutott, a rajztudását nem találták megfelelő szintűnek, így elutasították felvételét.[2]

## Fordítás
- Ez a szócikk részben vagy egészben  az   Akademie der bildenden Künste Wien című norvég Wikipédia-szócikk ezen változatának fordításán alapul.  Az eredeti cikk szerkesztőit annak laptörténete sorolja fel. Ez a jelzés csupán a megfogalmazás eredetét és a szerzői jogokat jelzi, nem szolgál a cikkben szereplő információk forrásmegjelöléseként.
- Ez a szócikk részben vagy egészben  az   Akademie der bildenden Künste Wien című német Wikipédia-szócikk ezen változatának fordításán alapul.  Az eredeti cikk szerkesztőit annak laptörténete sorolja fel. Ez a jelzés csupán a megfogalmazás eredetét és a szerzői jogokat jelzi, nem szolgál a cikkben szereplő információk forrásmegjelöléseként.